# Evarcha prosimilis
Evarcha prosimilis là một loài nhện trong họ Salticidae.
Loài này thuộc chi Evarcha. Evarcha prosimilis được Wanda Wesołowska & Cumming miêu tả năm 2008.